# Estación de Guardo
Guardo es una estación ferroviaria situada en el municipio español de Guardo, en la provincia de Palencia, comunidad autónoma de Castilla y León. Forma parte de la red de ancho métrico de Adif, operada por Renfe a través de su división comercial Renfe Cercanías AM. Las instalaciones cuentan con servicios regionales de la línea R-4f, que une Léon con Bilbao, y servicios de Cercanías León prestados por la línea C1f. 
En 2021 la estación registró la entrada de 922 usuarios, correspondientes a los servicios de cercanías y regionales de Media Distancia.

## Situación ferroviaria
La estación se encuentra en el punto kilométrico 97 de la línea férrea de ancho métrico de La Robla y León a Bilbao (conocido como Ferrocarril de La Robla), entre los apeaderos de La Espina y Guardo-Apeadero, a 1094,52 metros de altitud. El tramo es de vía única y no está electrificado.

## Historia
La estación entró en servicio el 14 de septiembre de 1894 con la puesta en marcha del largo tramo Cistierna-Sotoscueva, de 171 kilómetros, en la línea que pretendía unir La Robla con Bilbao, enlazando La Robla con Valmaseda. No obstante, La Robla y Bilbao no quedaron definitivamente unidas hasta 1902.
Las obras y la explotación inicial de la concesión corrieron a cargo de la Sociedad del Ferrocarril Hullero de La Robla a Valmaseda, S.A. (que a partir de 1905 pasó a denominarse Ferrocarriles de La Robla, S.A.). En 1972, FEVE compró la compañía debido a la decadencia que padecía la línea, provocada por la falta de rentabilidad que sufrió la industria del carbón. Sin embargo, bajo el mandato de la empresa pública la explotación empeoró y la línea dejó de prestar servicio de viajeros el 27 de diciembre de 1991. Esta medida no fue bien aceptada por los vecinos de las zonas afectadas que pidieron su reapertura. A partir de 1993, la línea comenzó a prestar servicio por tramos. En noviembre de 1993 se reabrió el tramo Matallana-Cistierna y en noviembre de 1994 se extendió hasta Guardo. Finalmente, el 19 de mayo de 2003 se reanudó el tráfico de viajeros entre León y Bilbao.
El 1 de enero de 2013 se disolvió la empresa Feve en un intento del gobierno por unificar vía ancha y estrecha. La titularidad de las instalaciones ferroviarias se encomendó a Adif y la explotación de los servicios ferroviarios a Renfe Operadora, distinguiéndose la división comercial de Renfe Cercanías AM para los servicios de pasajeros y de Renfe Mercancías para los servicios de mercancías.
Su uso como apartadero de tolvas se vio reducido como consecuencia del cierre progresivo de la cercana Central Térmica de Velilla del Río Carrión desde noviembre de 2017.

## La estación

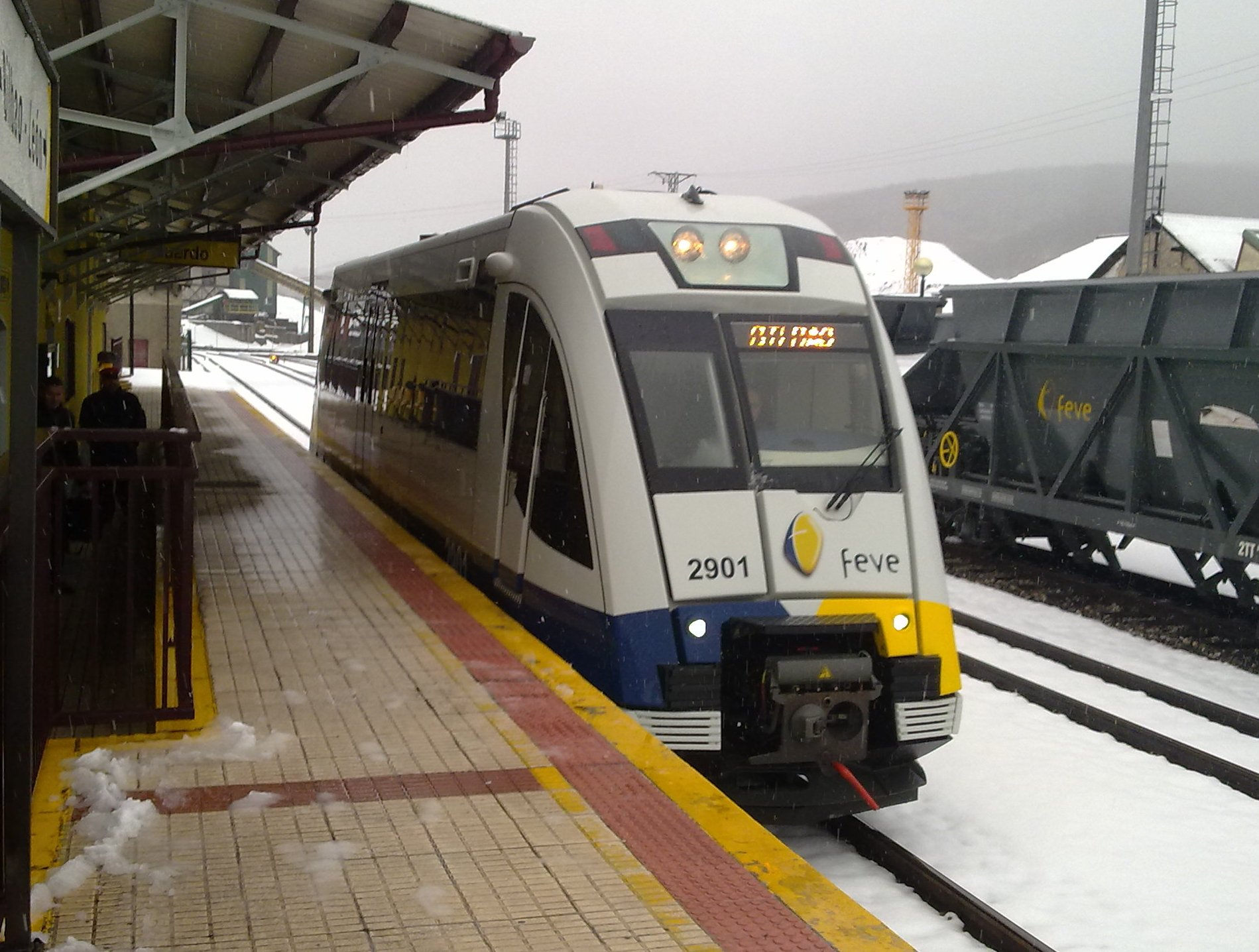
Automotor 2901 de la serie 2900 de FEVE en la estación en 2011.

Fruto de su histórica actividad industrial ligada a la explotación minera en la zona y al abastecimiento de la Central Térmica de Velilla del Río Carrión, presenta un esquema de vías atípico. El edificio de viajeros se sitúa a la derecha de las vías en kilometraje ascendente, presentando disposición lateral a las mismas. Junto al andén lateral sobre el que se sitúa, discurre una vía derivada (usada habitualmente para trenes de viajeros), para continuar con la vía directa y tres vías derivadas más para estacionamiento de trenes con tolvas para alimentar la central. Todas estas vías no tienen acceso a andén, salvo la derivada usada para viajeros junto al andén lateral y una derivada para estacionamiento y apartado de trenes de carga que lo hace al andén central. Una sexta vía de apartado finalizada en toperas servida por el andén central, conectada por el costado de León.
En 2022 Adif anunció futuras actuaciones en la estación, consistentes en acondicionar andenes, supresión del bloqueo telefónico (BT) y automatización de la línea, incluyendo la regulación del tráfico ferroviario con telemando automático desde el Puesto de Control de Tráfico Centralizado (CTC).

## Servicios ferroviarios

### Regionales
Los trenes regionales que realizan el recorrido León - Bilbao (línea R-4f) tienen parada en la estación. Su frecuencia es de 1 tren diario por sentido. En las estaciones en cursiva, la parada es discrecional, es decir, el tren se detiene si hay viajeros a bordo que quieran bajar o viajeros en la parada que manifiesten de forma inequívoca que quieren subir. Este sistema permite agilizar los tiempos de trayecto reduciendo paradas innecesarias. Las conexiones entre Guardo-Apeadero y el resto de estaciones, para los trayectos regionales, se efectúan exclusivamente con composiciones de la serie 2700.
| Línea | Origen/Destino   | Paradas intermedias | Destino/Origen |
| ----- | ---------------- | --- | -------------- |
|       | Bilbao Concordia | Amézola · Basurto Hospital · Zorroza-Zorrozgoiti · Iráuregui · Zaramillo · Sodupe · Aranguren · Aranguren Apeadero · Zalla · Valmaseda · Arla-Berrón · Ungo-Nava · Mercadillo · Cadagua · Bercedo-Montija · Quintana · Espinosa de los Monteros · Redondo · Sotoscueva · Pedrosa · Dosante Cidad · Robredo Ahedo · Soncillo · Cabañas de Virtus · Arija · Llano · Las Rozas · Montes Claros · Los Carabeos · Mataporquera · Cillamayor · Salinas de Pisuerga · Vado Cervera · Castrejón de la Peña · Villaverde-Tarilonte · Santibañez de la Peña · Guardo-Apeadero · Guardo · La Espina · Valcuende · Puente Almuhey · Cerezal de la Guzpeña · Prado de la Guzpeña · La Llama de la Guzpeña · Valle de las Casas · Sorriba · Cistierna · La Ercina · Boñar · La Vecilla · Matallana · San Feliz · Asunción/Universidad | León-Matallana |

### Cercanías
Forma parte de la línea C-1f de Cercanías León. Las circulaciones que prestan servicio a esta estación son las que realizan el recorrido completo de la línea, efectuando parada en todas las estaciones del recorrido. La frecuencia que presenta es de un tren diario por sentido, tanto los días laborables como los sábados y festivos. Este servicio complementa al tren regional.
Las conexiones ferroviarias entre Guardo y el resto de estaciones de la línea, para los trayectos de cercanías, se efectúan tanto con composiciones serie 2700 como de la serie 2600.
| procedencia/destino | < estación | Línea | estación >      | destino/procedencia |
| ------------------- | ---------- | ----- | --------------- | ------------------- |
| León-Matallana      | La Espina  |       | Guardo-Apeadero | Guardo-Apeadero     |